# El Capulín, Chapulhuacán
El Capulín är en ort i Mexiko.   Den ligger i kommunen Chapulhuacán och delstaten Hidalgo, i den sydöstra delen av landet, 190 km norr om huvudstaden Mexico City. El Capulín ligger 692 meter över havet och antalet invånare är 242.
Terrängen runt El Capulín är bergig åt sydost, men åt nordväst är den kuperad. Terrängen runt El Capulín sluttar norrut. Runt El Capulín är det ganska tätbefolkat, med 90 invånare per kvadratkilometer. Närmaste större samhälle är Chapulhuacán, 7,0 km öster om El Capulín. I omgivningarna runt El Capulín växer i huvudsak städsegrön lövskog.